# Olympia Kyklos
Olympia Kyklos (オリンピア・キュクロス?, Orinpia Kyukurosu) è un manga scritto e disegnato da Mari Yamazaki. Serializzato sulla rivista seinen Grand Jump di Shūeisha, è stato raccolto in 7 tankōbon. Dal manga è stata tratta una serie anime intitolata Extra Olympia Kyklos.

## Personaggi
Demetrio (デメトリオス?)
Doppiato da: Daisuke Ono
È timido e codardo, è portato per gli sport nonostante questi non gli interessino e preferisca dipingere vasi, ma proprio per via della sua prestanza fisica viene obbligato a rappresentare il suo villaggio in una disputa territoriale. Dopo aver viaggiato nel tempo riesce a risolvere la crisi del villaggio imitando il funzionamento e le discipline dei Giochi Olimpici a cui aveva assistito, inoltre comincia a appassionarsi lui stesso agli sport, affiancando all'attività da pittore l'allenamento per le competizioni sportive.
Teofilo (テオフィロス?)
Doppiato da: Jin Katagiri
È il capo del villaggio, è feroce e ha come priorità assoluta la salvaguardia del villaggio dal declino, per questo obbliga Demetrio a partecipare contro la sua volontà a una competizione sportiva.
Professore Asakichi Iwaya (巌谷浅吉?)
Doppiato da: Takashi Satō
Un anziano professore che Demetrio incontra nel 1964, conosce molto bene la cultura dell'antica Grecia e possiede un vaso dipinto da Demetrio, inoltre conoscendo il greco antico riesce a comunicare con Demetrio e gli spiega usi e costumi del suo tempo. Nonostante l'età è un grande sportivo e amante degli sport e riesce a trasmettere questa passione a Demetrio.

## Media

### Manga
Il manga, scritto e illustrato da Mari Yamazaki, è stato serializzato dal 20 marzo 2018 al 20 luglio 2022 sulla rivista seinen Grand Jump edita da Shūeisha. I capitoli sono stati raccolti in 7 volumi tankōbon pubblicati dal 19 luglio 2018 al 16 settembre 2022.
In Italia la serie è stata pubblicata da Star Comics nella collana Must dal 18 novembre 2020 al 16 agosto 2023.

#### Volumi
| Nº | Data di prima pubblicazione | Data di prima pubblicazione | Data di prima pubblicazione | Data di prima pubblicazione |
| Nº | Giapponese                  | Giapponese                  | Italiano                    | Italiano                    |
| -- | --------------------------- | --------------------------- | --------------------------- | --------------------------- |
| 1  | 19 luglio 2018              | ISBN 978-4-08-891079-6      | 18 novembre 2020            | ISBN 978-88-226-2046-0      |
| 2  | 19 dicembre 2018            | ISBN 978-4-08-891159-5      | 16 dicembre 2020            | ISBN 978-88-226-2054-5      |
| 3  | 19 luglio 2019              | ISBN 978-4-08-891330-8      | 19 maggio 2021              | ISBN 978-88-226-2209-9      |
| 4  | 19 febbraio 2020            | ISBN 978-4-08-891521-0      | 14 luglio 2021              | ISBN 978-88-226-2415-4      |
| 5  | 19 aprile 2021              | ISBN 978-4-08-891606-4      | 16 febbraio 2022            | ISBN 978-88-226-2978-4      |
| 6  | 18 agosto 2021              | ISBN 978-4-08-892040-5      | 19 ottobre 2022             | ISBN 978-88-226-3489-4      |
| 7  | 16 settembre 2022           | ISBN 978-4-08-892258-4      | 16 agosto 2023              | ISBN 978-88-226-4156-4      |

### Anime
Un adattamento anime dell'opera è stato annunciato nel numero 11 della rivista Weekly Shōnen Jump il 10 febbraio 2020. L'anime, dal titolo Extra Olympia Kyklos (別冊オリンピア・キュクロス?, Bessatsu Orinpia Kyukurosu), è stato realizzato con la tecnica della claymation ed è stato diretto da Ryō Fujii. È andato in onda dal 20 aprile al 2 novembre 2020 su Tokyo MX. Il 4 maggio 2020 è stato annunciato che l'episodio 5 e i successivi avrebbero subito un ritardo nella messa in onda a causa della pandemia di COVID-19. È tornato sugli schermi il 22 giugno 2020.
L'edizione italiana della serie è stata distribuita dal sito di streaming on demand VVVVID.

#### Episodi
| Nº | Titolo italiano Giapponese 「Kanji」 - Rōmaji                                 | In onda           | In onda |
| Nº | Titolo italiano Giapponese 「Kanji」 - Rōmaji                                 | Giapponese        |         |
| 1  | Tu sei Elleno 「君はヘレネス」 - Kimi wa Herenesu                             | 20 aprile 2020    |         |
| 2  | I.GNU.DO 「ZE.N.RA」                                                          | 27 aprile 2020    |         |
| 3  | L'aretè dell'uomo 「男のアレーテー」 - Otoko no arētē                         | 4 maggio 2020     |         |
| 4  | Tutto inizia da Zeus 「始まりはいつもゼウス」 - Hajimari wa itsumo Zeusu      | 11 maggio 2020    |         |
| 5  | Egeo, mare di lacrime 「涙のエーゲ海」 - Namida no Ēge umi                    | 22 giugno 2020    |         |
| 6  | Stasera c'è simposio 「今夜はシンポジオン」 - Konya wa shinpojion             | 29 giugno 2020    |         |
| 7  | Sweet Olympia 「スイート・オリンピア」 - Suīto Orinpia                        | 6 luglio 2020     |         |
| 8  | Endless Summer 「エンドレスサマー」 - Endoresu Samā                           | 13 luglio 2020    |         |
| 9  | Innalza il trofeo! 「立てろ! トロパイオン」 - Tatero! Toropaion               | 20 luglio 2020    |         |
| 10 | Che paura gli spartani 「スパルタ人こわい」 - Suparuta jin kowai              | 27 luglio 2020    |         |
| 11 | All'estero ho un'altra faccia 「国外では別の顔」 - Kokugai de wa betsu no kao | 3 agosto 2020     |         |
| 12 | Addio Sparta 「さようならスパルタ」 - Sayōnara Suparuta                       | 10 agosto 2020    |         |
| 13 | LADY discrimination 「LADY discrimination」                                   | 17 agosto 2020    |         |
| 14 | Quale-thlon sei tu? 「君は何スロン」 - Kimi wa nan suron                      | 24 agosto 2020    |         |
| 15 | Mercato da sogno 「夢のマーット」 - Yume no mātto                             | 31 agosto 2020    |         |
| 16 | Lo sleale imperatore 「ずるい皇帝 [ひと]」 - Zurui hito                       | 7 settembre 2020  |         |
| 17 | Il tuo pessoí 「君のぺッソイ」 - Kimi no pessoi                               | 14 settembre 2020 |         |
| 18 | La tavola del filosofo 「哲学者の食卓」 - Tetsugakumono no shokutaku          | 21 settembre 2020 |         |
| 19 | Erma! Erma! Erma! 「ヘルマ! ヘルマ! ヘルマ!」 - Heruma! Heruma! Heruma!       | 28 settembre 2020 |         |
| 20 | Burning Fire 「BURNING FIRE」                                                 | 5 ottobre 2020    |         |
| 21 | Abitante A 「村人A」 - Murabito A                                             | 12 ottobre 2020   |         |
| 22 | La tua candida menzogna 「君の白い嘘」 - Kimi no shiroi uso                   | 19 ottobre 2020   |         |
| 23 | Addio alle Olimpiadi... 「サヨナラの折に」 - Sayonara no ori ni               | 26 ottobre 2020   |         |
| 24 | Tritonpiadi 「トリンピック」 - Torinpikku                                     | 2 novembre 2020   |         |